# Regering-Combes
De regering-Combes was van 7 juni 1902 tot 24 januari 1905 de regering van Frankrijk. De premier was Émile Combes.

## Regering-Combes (7 juni1902-24 januari1905)
- Émile Combes - President van de Raad (premier), minister van Binnenlandse Zaken en van Kerkelijke Zaken
- Théophile Delcassé - Minister van Buitenlandse Zaken
- Louis André - Minister van Defensie
- Maurice Rouvier - Minister van Financiën
- Ernest Vallé - Minister van Justitie en Grootzegelbewaarder
- Charles Camille Pelletan - Minister van Marine
- Joseph Chaumié - Minister van Onderwijs en Schone Kunsten
- Léon Mougeot - Minister van Landbouw
- Gaston Doumergue - Minister van Koloniën
- Émile Maruéjouls - Minister van Openbare Werken
- Georges Trouillot - Minister van Handel, Industrie, Posterijen en Telegrafie

Wijzigingen
- 15 november 1904 - Maurice Berteaux volgt André op als minister van Defensie.